# Arsenjew (Adelsgeschlecht)

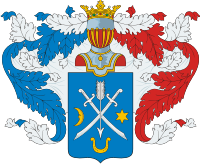
Wappen derer von Arseniew (Kurland)

Arsenjew (russisch Арсеньев) ist der Familienname eines russischen und kurländischen Adelsgeschlechts, das von einer Moskauer Uradelsfamilie abstammt. In Russland waren sie bereits seit der Mitte des 15. Jahrhunderts urkundlich bekannt. Im Russischen Kaiserreich standen sie im Dienste der Kaiser, bekleideten führende Ämter in der öffentlichen Verwaltung und im Militär, sie wurden niemals in Kurland ansässig.

## Urahnen
Das Moskauer Adelsgeschlecht Arsenjew führte seine Herkunft auf den aus der Khanfamilie abstammenden Fürsten Oslan zurück. Dieser hatte die Goldene Horde verlassen und sich auf die Seite des Moskauer Großfürsten Dmitri Donskoi gestellt. Oslan wurde 1389 getauft und erhielt den Namen Prokopi, er heiratete Maria, eine Tochter Dimitris. Das Paar hatte fünf Söhne, einer davon war Arseni und gilt als der Urahn der Arsenjews.

## Vorfahren
Die nachweisbare urkundliche Ahnenfolge wird auf Ignati Arsenjew zurückgeführt, er wird in einem Seelenmessenregister des Dreifaltigkeitsklosters von Sergijew Possad aus dem 15. Jahrhundert erwähnt. Aus der Familiengeschichte geht hervor, dass 1538 Nasar Iwanowitsch Arsenjew Statthalter zu Medyn war. Des Weiteren sind 1540 Kyrillowitsch Arseniew und 1548 Filimon Iwanowitsch Arsenjew als Moskauer Edelmänner benannt, die am Krieg gegen Schweden teilgenommen hatten. 1556 wird auch der Gerichtsbeamte Fjodor Markarjewitsch Arsenjew, der bei Wenden in einer Schlacht gefallen war, beurkundet. Die urkundlichen Nachweise lassen sich nur mit großen Jahreslücken verfolgen, die Stammesangehörigen wurden in den Adelsmatrikeln der Gouvernements Moskau, Tula, Smolensk, Orel, Jaroslaw, Kursk, Wladimir, Pensa, Twer, Pleskau, Sankt Petersburg, Kaluga, Tambow, Woronesch, Poltawa und Rjasan geführt.

## Kurländischer Stammvater
Das Adelsgeschlecht der Arsenjews ist kein ursprüngliches Geschlecht in Kurland, sie wurden erst auf ausdrücklichen Wunsch der kaiserlich-russischen Herrschermacht in die Kurländische Ritterschaft aufgenommen. Nikolai Iwanowitsch Arsenjew (1760–1830) war Gouvernementsprokureur des Gouvernement Twer, er wurde 1797 Vizegouverneur des Gouvernement Kurland und war von 1800 bis 1808 Gouverneur von Kurland. Am 18. März 1808 erhielt er das Kurländische und am 27. April 1808 das Piltensche Indigenat. Er war seit 1802 Nutznießer des Krongutes in Baldone (Kurland).

### Stammfolge des kurländischen Geschlechts
- Nikolai Iwanowitsch Arsenjew (* 1760 in Moskau; † 1830 in Moskau), Stammvater der kurländischen Linie, Gouverneur von Kurland
  - Dmitri Arsenjew (* um 1789; † 1852), Sekretär des kurländischen Gouverneurs, Kanzleichef der Gouverneursregierung zu Wologda
  - Alexander Arsenjew (Александр Николаевич Арсеньев; * 1790 in Moskau; † 1852) russischer Oberstleutnant
    - Nikolai Arsenjew (* 1823 in Moskau; † 1887 in Warschau), Husarenoffizier, Bauernkommissar[1] in Polen
      - Nikolai Arsenjew (* 1879 in Augustowo; † erschossen 1919), Sekretär des Statistischen Komitees in Orenburg

  - Fjodor Arsenjew (* 1795; † 1845 in Moskau), russischer Major
    - Sergei Arsenjew (* 1824; † 1892 in Kjkr), Beamter

  - Sergei Arsenjew (* 1801 in Mitau; † 1860 in Slawinsk), Schulinspektor
    - Wassili Sergejewitsch Arsenjew (* 1829 in Moskau; † 1915 in Moskau), Kammerherr stellv. Staatssekretär, Wirklicher Geheimrat, Schriftsteller
      - Sergej Wassiljewitsch Arsenjew (* 1854 in Sankt Petersburg; † 1922 in Moskau), Kammerherr, Gesandter in Montenegro und Norwegen, archäologischer Schriftsteller
        - Wassili Arsenjew (* 1883 in Sofia; † 1922 in Moskau)  Vizegouverneur von Pleskau, Professor und Korrespondent
        - Nikolai von Arseniew (* 1888 in Stockholm; † 1977 in New York City), Dr. phil., Professor an den Universitäten Moskau, Warschau und Königsberg
        - Juri Arsenjew (* 1890 in Stockholm), Beamter

      - Juri Wassiljewitsch Arsenjew (* 1857 Sankt Petersburg; † 1919 in Moskau), Konservator, Professor, Wirklicher Staatsrat, Schriftsteller
        - Lew Arsenjew (* 1890), Verwaltungsgehilfe
        - Michail Arsenjew (* 1894 in Moskau; † 1920 in Moskau)
          - Lew Arsenjew * 1929 Moskau

      - Iwan Arsenjew (* 1862 in Moskau; † 1930 in Moskau), Theologe, Protopresbyter
        - Sergei Arsenjew (* 1894 in Moskau), Assistent an der Moskauer Universität

      - Nikolai Arsenjew (* 1867 in Moskau), Erzpriester in Moskau, theologischer Schriftsteller
      - Wladimir Arsenjew (* 1868 in Moskau; † 1921 in Troitzkoje), Verwaltungsbeamter

    - Nikolai Arsenjew (* 1831 in Gorjatschkino; † 1903 in Gattschina), Geheimrat, Senator
    - Dmitri Arsenjew (* 1832 in Gorjatschkino; † 1915 in Zarkoje Selo), Generaladjutant, Admiral, Mitglied im russischen Staatsrat und der russischen Admiralität
      - Sergei Arsenjew (* 1873), Kammerjunker, Sekretär in der Reichskanzlei, Oberstleutnant, Adjutant des Generalinspekteurs der Kosakentruppen
        - Dmitri Arsenjew (* 1915 in Sankt Petersburg)

    - Alexander Arsenjew (1837–1917), Friedensrichter
      - Nikolai Arsenjew (* 1888), Beamter in Moskau, Lehrer
        - Wsewolod (* 1916 Moskau)
        - Alexander (* 1931)

## Wappen
Das Wappen der kurländischen Arsenjews leitet sich aus dem Urwappen der russischen Großfamilie ab. Es wird wie folgt beschrieben: Das Wappenschild in blau ein abwärts fliegender silberner Pfeil, überlegt mit zwei abwärtsgerichteten verschränkten silbernen Türkensäbeln, beiderseits rechts von einem abgekehrten gebildeten goldenen Mond, links von einem goldenen Stern. Im Schildfuß unter der Pfeilspitze ein aufgerichtetes Hufeisen. Gekrönter Helm ohne Helmzier, die Helmdecke blau-silber und rot-silber.

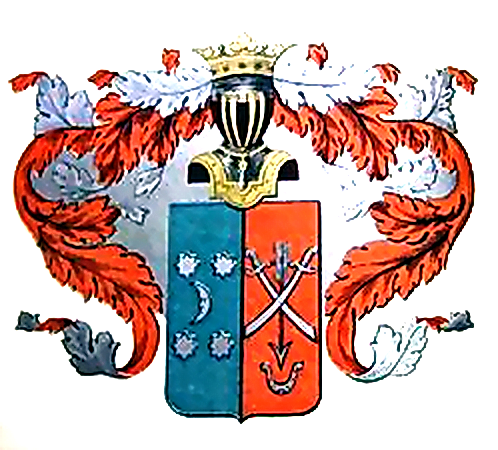
Wappen des Urstammes
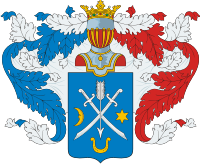
Wappen der kurländischen Arsenjews